# منتخب إسبانيا تحت 16 سنة لكرة السلة
منتخب إسبانيا تحت 16 سنة لكرة السلة هو ممثل إسبانيا الرسمي في المنافسات الدولية في كرة السلة تحت 16 سنة.